# Надя Савова (певица)
Надя Стефан Савова е известна българска оперна певица, сопрано.

## Биография
Надя Стефан Савова е родена в град Варна, където завършва основно и средно образование.
Още от малка Надя обича много музиката и иска да се занимава с нея, но фамилията ѝ не ѝ разрешава. Надя учи много бързо (достатъчен ѝ е само час, за да е готова с уроците и домашните си за следващия ден) и… не само преподавателите ѝ в училище, но и фамилията ѝ – всички смятат, че тя е предопределена за „сериозните науки“. Още повече, че като ученичка, тя вече печели награди за поезия и проза и пише често във Варненския вестник „Народно дело“.
По-късно, вече в София, Надя започва да учи пеене, но по настояване на родителите ѝ се записва в университета да учи физика, а мечтите ѝ са все за сцената, музиката, операта…
Надя напуска университета, явява се на прослушване и е приета в Ансамбъла на Българското радио в София. По-късно се явява на конкурс за солисти за Музикалния театър „Стефан Македонски“ и е приета като сопран.
По-късно Надя Савова печели стипендия и заминава да учи в Миланската консерватория в класа на Ма. Канетти и Мо. Ферраро, но освен с тях, тя частно започва да учи и с известната учителка на Райна Кабаиванска – Маестра Дзита Фумагали. Благодарение на М. Фумагали и нейната чудесна пианистка Джилиола Сенези Надя подсигурява издръжката си в Италия. Те я представят и ѝ уреждат безброй концерти. Надя пее почти всяка вечер в различни градове (Дори на шега колегите ѝ я наричат „Миланския джубокс“, защото никой освен нея не си позволява да пее толкова много).
В това време тя печели и много награди от Международни конкурси: „Джакомо Пучини“ – в Лука; „Верди“ – в Парма; „Вердиеви гласове“ в Бусетто; „Нови гласове за операта“ – в Павиа; „Бениамино Джили“ – Мачерата. Още едва започнала да учи в първи курс в консерваторията, я викат да замести известна изпълнителка на Елизабета Валоа в „Дон Карлос“ – в Театъра Петроцели в Бари. Там тя има голямото щастие да пее заедно с прекрасния бас Борис Христов и известните: Ренато Брузон, Бруна Балиони, Чеккеле.
Надя завършва Консерваторията в Милано, но за дипломния изпит по пеене иска разрешение да се яви в най-известната в света Консерватория – „Санта Чечилия“ в Рим. Разрешават ѝ и така тя получава държавната си диплома от „Санта Чечилия“.
Надя Стефан Савова още като студентка пее и в „Хованщина“, в Генуа, заедно с Никола Гюзелев и Христина Ангелакова. После пее „Ернани“ – Верди (Дъблин и Корк – Ирландия), „Тоска“ – Пучини, в много градове в Италия, Испания, Франция, Германия, Португалия, Чехия, САЩ, Унгария, Югославия, Австрия и др.! После следват – „Аида“, „Кавалериа Рустикана“, „Дама пика“, „Отело“, „Джоконда“, „Набуко“, „Турандот“, „Норма“, „Макбет“, „Трубадур“, „Силата на съдбата“, „Стабат Матер“ (Росини); „Атила“, „Дон Карлос“, „Бал с маски“, „Андре Шение“, „Мантията“, „Сестра Анджелика“, „Манон Леско“, „Евгени Онегин“, „Реквием“ (Верди) и др.
Надя Стефан Савова пее в Италия, Испания, Франция, Австрия, Югославия, Америка, Чехия, Унгария, Ирландия, Холандия, Португалия и т.н.
По-късно неведнъж Надя пее с псевдоними. Дори Маестро Тангуччи от Скалата, на шега, казва неведнъж: „Щом чуя ново име на сопран, веднага казвам: това е сигурно Надя Савова!“
Надя пее, но и продължава да публикува свои материали във вестниците, почти само с псевдоним. Разбира се, това за нея е само хоби, а музиката и операта остава главната ѝ любов и професия.
Надя Савова пази прекрасни спомени за първия оперен театър, в който е пяла – Операта в Русе. И там тя е продължила с голямо удоволствие да гастролира на Мартенските музикални тържества (с „Аида“, „Бал с маски“, „Набуко“). Прекрасен спомен за Надя е и „Трубадур“ в Бургас, както и Фестивала „Катя Попова“ в Плевен, Berliner Festwohen, Фестивала в Лас Палмас и др.
Прекрасни са спомените ѝ от театрите в Берлин, Барцелона, Валенция, Флоренция, Рим, Милано, Ню Йорк, Прага и много други. И главно – от чудесните ѝ партньори: големите баси Борис Христов и Рафаел Арие, Хосе Карерас, Бруна Балиони, Юлия Хамари, Руджеро Раймонди, Никола Росси Лемени, Джузепе Тадеи, Димитър Станчев, Иванка Нинова, Цветелина Василева, Веселина Кацарова, Хуан Понс, Антонио Зербини, Павароти и др. И от големите светила на миналото, с които се среща: Джакомо Лаури Волчи, Джино Беки, Паоло Силвери, Рената Тебалди, Джина Чиня, Федора Бардиери… От диригентите: Карло Мариаулини, Константин Илиев, Георги Димитров, Франческо Мариа Мартини, Еуженио Марко, Франсис Баланя, Рикардо Мути, Лорин Мазел, Зубин Мета, Бруно Бартолетти и др.; от режисьорката от Виенската опера Марта Лантиери; от импресариите: Мигуел Флета (синът на някога световноизвестния тенор със същото име), Франц Зилбенлист, Рудолф Рааб, Адриан Холендер и др.
Надя Стефан Савова е и ще остане винаги един от най-прекрасните драматични сопрани, с могъщ, прекрасен, висок регистър и наистина забележително интерпретативно чувство...

## Критики
- „Тоска в нашия театър бе българският сопран Надя Савова. Прекрасен глас, блестящ в целия регистър и преди всичко във височините, както е необходимо за ролята. Чудесна в арията „Vissi d’arte“ и много блестяща в трето действие … Беше една много добра Тоска и трябва винаги да я имаме предвид за следващите сезони“ „Las provincias“

- „Ернани“ – Дъблин, Ирландия. „Надя Савова поднесе голямо достойнство, изразителна музикална фразировка и гласов шарм – в нейната трагична роля“. „Evening Press“

- „Абигаил беше певицата Надя Савова, надарена със сопранов глас от най-хубавите и богати такива, и тук преодоляващ напълно изключителните трудности на ролята. Спонтанните овации, които тя получи трябва да признаем бяха напълно заслужени“ „Est. Republicain“

- „Надя Савова – силен и голям глас с много хубав център и огромни и здрави височини, беше една изключителна Тоска, която пее и дори вика, където е необходимо, но с музикалност и без да изпуска драматичната линия, кулминирайки успеха с прециозното „Vissi d’arte“ – нежният романс всред възбуденото второ действие. Безкрайно аплодирана за арията, прекрасна през цялото си изпълнение на операта“. Heraldo de Aragon

- „Българският сопран Надя Савова беше безкрайно аплодирана за изключителните си гласови качества и интерпретативно чувство наистина забележително“. Д. Гатти – Флоренция

- Бари – „Дон Карлос“ – „Втория спектакъл пее Надя Савова, млад сопран с богат, блестящ глас, метален и красив, както и чудесна в своите музикални и сценични рефлекси“. Rassegna Melodrammatica

- „Налагаше се над всички една артистка от България – сопрана Надя Савова, на която публиката, която препълваше залата, поднесе огромни овации. Повече от заслужени трябва да кажем, тъй като симпатичната и наистина отлична певица се раздаде с щедрост, усърдие и истинска страст, пеейки със стил, с жар, търсейки и постигайки не само елегантността на един силен и звънък глас, но също и връзката с персонажа, точната атмосфера, единството на сценичния и музикален момент“. La Provincia

- „Надя Савова притежава един силен и блестящ глас. Тя е истински специалист за най-трудните роли в целия оперен репертоар. Савова пристига тук след много успехи в италиански и чуждестранни театри – в ролите на Абигаил, Манон Леско и преди всичко – Тоска, която скоро чухме с нея и Джузепе Джакомини.“ „La gazzetta di Parma“

- „Надя Савова в ролята на Принцеса Турандот, напълно потвърди предварителните ни похвали. Създадена за героичните и най-трудни роли, тя показа забележително високо певческо и артистично ниво. Страшната ария и сцената на загадките бяха перфектни и с могъщи фрази и височини..., а финалът на операта – бе завършен от Савова с невероятен по дъх и блясък висок тон, което доведе до голям ентусиазъм публиката.“ „La gazetta di Parma“

- „Големият си успех – Мо. Карло Мариа Джулини дължи и на прекрасния солистичен квартет – Надя Стефан Савова, Юлия Хамари, Вериано Лукетти и Руджеро Раймонди.“ „Berliner Morgenpost“

## Репертоар
- Абигейл – опера Набуко – Верди
- Одабела – опера Атила – Верди
- Елвира – опера Ернани – Верди
- Аида – опера Аида – Верди
- Елизабета Валоа – опера Дон Карлос – Верди
- Дездемона – опера Отело – Верди
- Леонора – опера Трубадур – Верди
- Лейди Макбет – опера Макбет – Верди
- Амелия – опера Бал с маски – Верди
- Леонора – опера Силата на съдбата – Верди
- Стабат Матер – Росини
- Сантуца – опера Селска чест – Маскани
- Джоконда – опера Джоконда – Пончиели
- Норма – опера Норма – Белини
- Турандот – опера Турандот – Пучини
- Тоска – опера Тоска – Пучини
- Гиоргета – опера Мантията – Пучини
- сестра Анджелика – опера сестра Анджелика – Пучини
- Манон Леско – опера Манон Леско – Пучини
- Лиза –опера Дама пика – Чайковски
- Марина – опера Борис Годунов – Мусоргски
- Татяна – опера Евгений Онегин – Чайковски
- Брунгилда – опера Валкирия – Вагнер